# Elem Klimov
Pour les articles homonymes, voir Klimov (homonymie).
Elem Guermanovitch Klimov (en russe : Элем Германович Климов), né le 9 juillet 1933 à Stalingrad et mort le 26 octobre 2003 à Moscou, est un réalisateur soviétique, puis, russe,,,,,. Les films de Klimov, bien qu'il ait été membre du Parti communiste pendant la majeure partie de sa vie, furent censurés et interdits de projection pendant des périodes variables.

## Biographie
Né à Stalingrad, Klimov doit son prénom à l'acronyme d'Engels, Lénine et Marx,. Âgé de 9 ans, lors de la bataille de Stalingrad, Elem Klimov doit quitter sa ville natale pour rejoindre l'Oural. Il traverse la Volga, enfoui sous les couvertures et les oreillers, avec son petit frère, protégé par sa mère qui fait écran de son corps, car les Allemands bombardent également les bateaux. Il verra la ville et le fleuve en feu et le pétrole des réservoirs détruits se déversant sur l'eau. Cette expérience le poussera plus tard à tourner un film de guerre intitulé Va et regarde (Idi e smotri, également traduit par Viens et Vois ou Requiem pour un massacre),,. 
Il fait ses études à l'école d'aviation de Moscou, dont il sort diplômé en 1957, puis il travaille comme ingénieur dans une usine de la capitale. Il s'essaie ensuite au journalisme par le biais d'émissions destinées à la jeunesse sur la Radio-télévision centrale et travaille peu après à la Philharmonie de Moscou. Il obtient en 1964 le plus haut diplôme de mise en scène délivré par le VGIK, l'Institut moscovite d'études cinématographiques, où il rencontre sa femme, la réalisatrice Larissa Chepitko,. Il eut notamment pour professeur Efim Dzigan. Immédiatement invité par la Mosfilm, il débute en tant que réalisateur avec Soyez les bienvenus ou Entrée interdite, une satire sulfureuse de l'univers des camps de vacances en été et des évènements qui peuvent s'y dérouler. La démarche satirique se poursuit avec Les Aventures d'un dentiste qui suscite le mécontentement des bureaucrates de la hiérarchie cinématographique. En 1970, il tente une expérience avec son long métrage documentaire Sport, sport, sport, qui intègre dans sa structure des séquences jouées. Ce mélange d'images documentaires et de jeu d'acteurs se retrouve dans son film Raspoutine, l'agonie qui évoque la fin de la dynastie Romanov. Le tournage dura neuf ans, puis, le film resta dix ans de plus en attente avant sa sortie en 1975. Cette œuvre vaut à son auteur des ennuis avec la censure en raison de la violence de certaines scènes et de l'âpreté du regard historique considéré par les autorités comme bienveillant envers le tsar condamné, inhabituelles dans le cinéma soviétique. Klimov attendra aussi sept ans pour avoir l'autorisation de tourner Va et regarde ou selon l'intitulé francophone Requiem pour un massacre, œuvre encore plus éprouvante que la précédente. Celle-ci évoque, en effet, au travers du parcours d'un partisan de 15 ans, la politique allemande d'annihilation des populations de plusieurs centaines de villages biélorusses lors de la Seconde Guerre mondiale. Pour certaines scènes, Klimov s'est inspiré de sa propre enfance. Elle est réalisée en 1985, et constitue le dernier long métrage du réalisateur. Steven Spielberg a déclaré que Requiem pour un massacre avait influencé La Liste de Schindler (1993) et Il faut sauver le soldat Ryan (1998),.
En 1974, Klimov est appelé avec Guerman Lavrov et Marlen Khoutsiev à remplacer Mikhaïl Romm, décédé durant le tournage de Malgré tout, je crois. 
En 1979, son épouse, Larisa Shepitko, qui avait débuté la réalisation des Adieux à Matiora, trouve la mort à 40 ans dans un accident de la route. Il reprend le film et le réalise entièrement. Le film aborde le dilemme du prix à payer pour le progrès lorsqu'un vieux village de Sibérie est sur le point d'être détruit et que sa communauté paysanne, prisonnière de rituels ancestraux, est relogée dans un lotissement d'immeubles modernes. Larissa (ru), tourné l'année suivante, est une biographie d'une vingtaine de minutes de son épouse. Le film comporte des images des films de Chepitko Les Ailes, Chaleur torride, Toi et moi, L'Ascension, des images d'archives de plateaux de tournage, des fragments audio d'interviews de Chepitko et de nombreuses photographies, les témoignages des actrices Stefania Staniouta et Maïa Boulgakova, et de l'écrivain Valentine Raspoutine.
De 1985 à 1989, il a été premier secrétaire de l'Union des cinéastes de l'URSS. Promoteur actif de la perestroïka, il a été surnommé le « Gorbatchev du cinéma russe ». Avec les encouragements de Gorbatchev, le cinéaste espérait mettre fin aux pratiques communistes consistant à interdire les films critiques envers le gouvernement et à favoriser ceux qui glorifiaient le régime soviétique. « ...J'ai toujours essayé de ne pas faire de compromis ni de trahir mes principes – ce qui n'était pas facile – et les gens le savaient. Je n'ai jamais filmé ce que je ne voulais pas faire », a déclaré Klimov à la scénariste Judy Stone pour son livre Eye on the World: Conversations with International Filmmakers paru en 1997. À la tête du syndicat, Klimov se rendit à Hollywood et dans d'autres centres cinématographiques du monde entier pour promouvoir les nouveaux films soviétiques. Après le succès de Viens et vois, Klimov tente au début des années 1990 de collaborer avec Hollywood sur un film épique adapté du Le Maître et Marguerite de Mikhaïl Boulgakov. Mais cela ne se concrétise pas et Klimov abandonne le cinéma.
Il fut membre du jury au Festival de Cannes 1987.
Il meurt en 2003 d'un accident vasculaire cérébral, après six semaines dans le coma. Il est inhumé à Moscou au cimetière Troïekourovskoïe.
Une rétrospective des films de Klimov et Chepitko se tient à la Film Society of Lincoln Center du 19 au 30 mai 2006.

## Filmographie

### Réalisateur
- 1959 : Attention : vulgarité (Осторожно: пошлость), court-métrage de 10 min
- 1962 : Le Fiancé (ru) (Жиних), court-métrage de 8 min
- 1962 : Regardez le ciel ! (ru) (Смотрите — небо), court-métrage de 32 min
- 1964 : Soyez les bienvenus (Добро пожаловать, или Посторонним вход воспрещён)
- 1965 : Les Aventures d'un dentiste (Похождения зубного врача)
- 1968 : Boum-boum, les pères solitaires (Отцы-одиночки)
- 1970 : Sport, sport, sport (Спорт, спорт, спорт), documentaire
- 1971 : Client privé (Частный клиент)
- 1974 : Et pourtant je crois (И всё-таки я верю…), coréalisé avec Mikhaïl Romm
- 1980 : Larissa (ru) (Лариса), court-métrage de 20 min
- 1981 : Raspoutine, l'agonie (Агония, tourné en 1974)
- 1983 : Les Adieux à Matiora (Прощание)
- 1985 : Requiem pour un massacre (Иди и смотри)

### Scénariste
- 1970 : Sport, sport, sport (Спорт, спорт, спорт), documentaire
- 1980 : Larissa (ru) (Лариса), documentaire
- 1985 : Requiem pour un massacre (Иди и смотри)

## Récompenses
- 1966 : Prix du jury des films pour la jeunesse au Festival de Cannes pour Soyez les bienvenus ou Entrée interdite aux étrangers
- 1976 : Artiste émérite de la Russie
- 1982 : Prix FIPRESCI des films hors concours au Festival de Venise pour Raspoutine, l'agonie
- 1985 : Grand-prix au Festival international du film de Moscou pour Va et regarde[5]
- 1985 : Aigle d'or au Festival de Rueil-Malmaison pour Raspoutine, l'agonie
- 1986 : Premier prix, prix de la meilleure image, prix du meilleur son et prix de la meilleure musique au Festival du cinéma de l'URSS (Всесоюзный кинофестиваль)

## Controverse
Alors qu'il était juré au Festival de Cannes 1987, il se serait farouchement opposé à ce que son compatriote Nikita Mikhalkov, dont il ne partageait pas les opinions politiques et artistiques, obtienne la Palme d'or pour Les Yeux noirs (pourtant largement favori), déclarant : « Si cette ordure, ce salopard de Mikhalkov est récompensé, je me retire du jury et ferai connaître ma décision avec éclat ». Cette année-là, c'est Sous le soleil de Satan qui remporta la Palme. Le film de Mikhalkov n'obtint que le Prix d'interprétation masculine pour Marcello Mastroianni. Néanmoins, le président du jury Yves Montand chercha à démentir publiquement cette rumeur en affirmant que la récompense suprême avait été attribuée à l'unanimité : « Nous avons considéré que le travail qu'a essayé de faire Pialat et qu'il a réussi, mettait le cinéma sur un autre niveau, à un autre étage. On peut forcément être sensible à des films un peu plus abordables, un peu plus faciles mais heureusement qu'il y a des Pialat, des Godard et des Resnais pour porter le cinéma à une autre hauteur. Je me réjouis que nous ayons voté à l'unanimité. ».